# Superman and the Masters of the Universe
Superman and the Masters of the Universe é uma história em quadrinhos publicada em 1982 pela DC Comics na série mensal DC Comics Presents.

## Sinopse
Esqueleto, em posse da Espada do Poder, ao tentar invadir o Castelo de Grayskull libera uma energia que cria um portal em Metrópolis, transportando Superman para Etérnia.